# العلاقات الغابونية الروسية
العلاقات الغابونية الروسية هي العلاقات الثنائية التي تجمع بين الغابون وروسيا.

## مقارنة بين البلدين
هذه مقارنة عامة ومرجعية للدولتين:
| وجه المقارنة                                              | الغابون                        | روسيا                                   |
| --------------------------------------------------------- | ------------------------------ | --------------------------------------- |
| المساحة (كم2)                                             | 267.67 ألف                     | 17.08 مليون                             |
| عدد السكان (نسمة)                                         | 2.03 مليون                     | 146.80 مليون                            |
| الكثافة السكانية (ن./كم²)                                 | 7.58                           | 8.59                                    |
| العاصمة                                                   | ليبرفيل                        | موسكو                                   |
| اللغة الرسمية                                             | لغة فرنسية                     | اللغة الروسية                           |
| العملة                                                    | فرنك وسط أفريقي                | روبل روسي                               |
| الناتج المحلي الإجمالي (بليون دولار)                      | 14.62 مليار                    | 1.58 تريليون                            |
| الناتج المحلي الإجمالي (تعادل القوة الشرائية) بليون دولار | 34.65 مليار                    | 3.69 تريليون                            |
| الناتج المحلي الإجمالي الاسمي للفرد دولار أمريكي          | 8.27 ألف                       | 9.09 ألف                                |
| الناتج المحلي الإجمالي للفرد دولار أمريكي                 | 19.43 ألف                      |                                         |
| مؤشر التنمية البشرية                                      | 0.684                          | 0.798                                   |
| رمز المكالمات الدولي                                      | +241                           | +7                                      |
| رمز الإنترنت                                              | .ga                            | .ru، .рф، .рус ‏، .su                    |
| المنطقة الزمنية                                           | ت ع م+01:00، توقيت غرب أفريقيا | Magadan Time ‏، ت ع م+02:00، ت ع م+12:00 |

## منظمات دولية مشتركة
يشترك البلدان في عضوية مجموعة من المنظمات الدولية، منها:
| علم المنظمة | اسم المنظمة                        | تاريخ انضمام الغابون | تاريخ انضمام روسيا |
| ----------- | ---------------------------------- | -------------------- | ------------------ |
|             | مؤسسة التنمية الدولية              | 4 نوفمبر 1963        | 16 يونيو 1992      |
|             | الأمم المتحدة                      | 20 سبتمبر 1960       | 24 أكتوبر 1945     |
|             | منظمة التجارة العالمية             | ?                    | 22 أغسطس 2012      |
|             | منظمة الشرطة الجنائية الدولية      | ?                    | 27 سبتمبر 1990     |
|             | الاتحاد الدولي للاتصالات           | 28 ديسمبر 1960       | 1866               |
|             | الفريق المعني برصد الأرض           | ?                    | ?                  |
|             | البنك الدولي للإنشاء والتعمير      | 10 سبتمبر 1963       | 16 يونيو 1992      |
|             | الاتحاد البريدي العالمي            | ?                    | ?                  |
|             | منظمة حظر الأسلحة الكيميائية       | ?                    | ?                  |
|             | مؤسسة التمويل الدولية              | 20 أكتوبر 1970       | 12 أبريل 1993      |
|             | وكالة ضمان الاستثمار متعدد الأطراف | 26 مارس 2003         | 29 ديسمبر 1992     |
|             | يونسكو                             | 16 نوفمبر 1960       | 21 أبريل 1954      |

## وصلات خارجية
- موقع وزارة الخارجية الروسية